# Nymphaea jamesoniana
Nymphaea jamesoniana ist eine Seerosenart, die in den USA (Westflorida), Mexiko und im tropischen Südamerika heimisch ist.

## Beschreibung

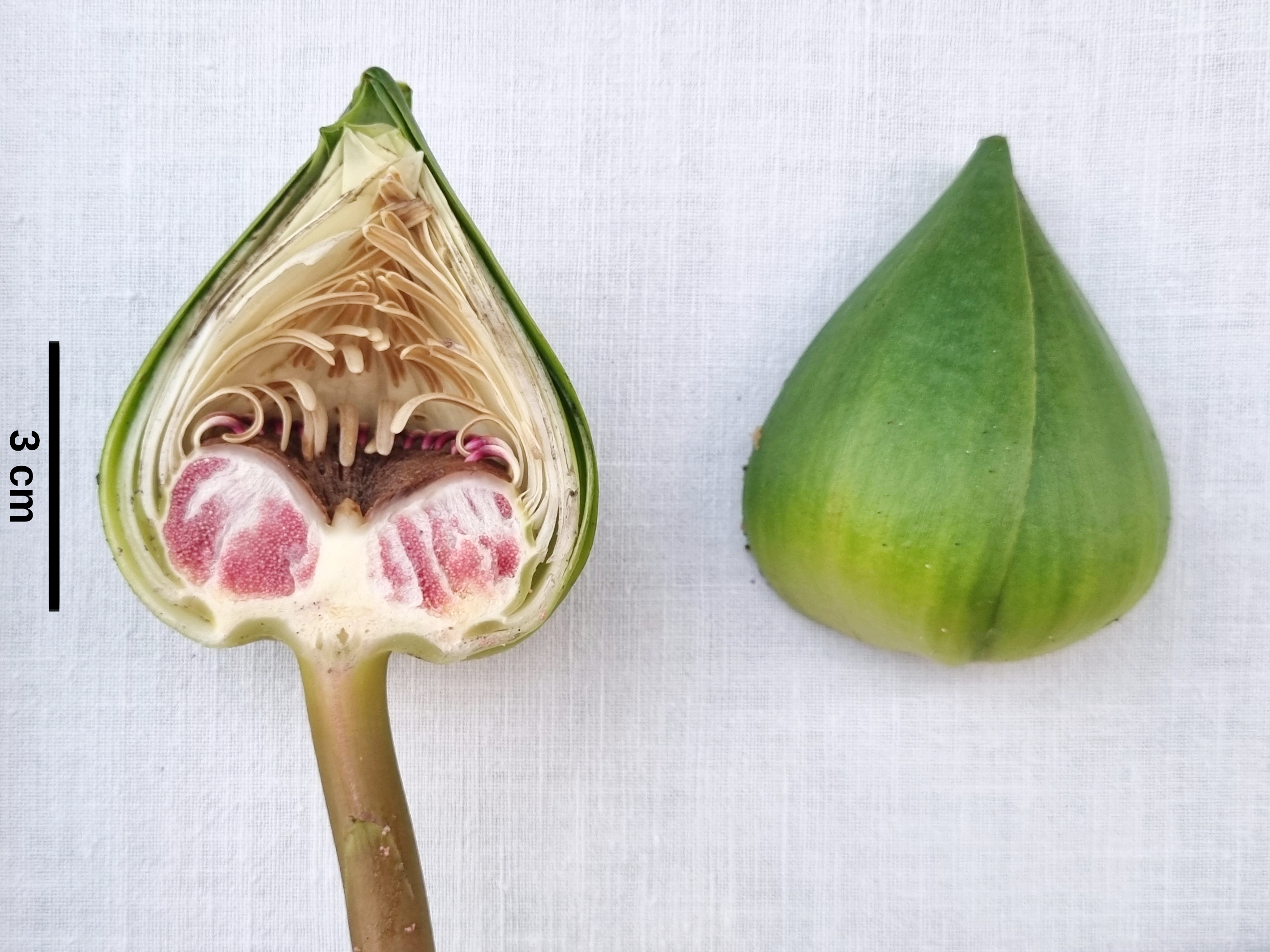
Halbierte Nymphaea jamesoniana Planch. Frucht mit unreifen Samen und Maßstabsleiste (3 cm)

### Vegetative Merkmale
Nymphaea jamesoniana ist eine ausdauernde, mehrjährige, krautige Wasserpflanze. Die abaxiale Blattoberfläche ist mit kurzen, dunkelvioletten, manchmal gegabelten Linien versehen.

### Generative Merkmale
Die granulösen, pilösen, ellipsoiden Samen weisen Trichome in längs verlaufenden, unterbrochenen Linien auf.

## Zytologie
Die diploide Chromosomenzahl beträgt 2n = 28.

## Reproduktion

### Vegetative Vermehrung
Stolonen und proliferierende Pseudanthien sind nicht vorhanden.

### Generative Vermehrung
Die Samen werden durch Wasser verbreitet (Hydrochorie).

## Taxonomie
Nymphaea jamesoniana wurde 1852 von Jules Émile Planchon beschrieben. Das Typusexemplar wurde von Jameson in Ecuador gesammelt. Sie wird in die Untergattung Nymphaea subg. Hydrocallis gestellt.

## Etymologie
Das Artepitheton jamesoniana ehrt den schottischen Botaniker William Jameson (1796-1873).

## Artenschutz
In Puerto Rico, USA, ist sie von der Zerstörung ihres Lebensraums bedroht. Der NatureServe-Schutzstatus ist Secure (G5). In Florida, USA, gilt sie als gefährdet.

## Ökologie

### Lebensraum
Sie wächst in verschiedenen Süßwasserlebensräumen wie Sümpfen, Kanälen, flachen Gewässern, überfluteten Gräben, überschwemmten Flachwäldern, Teichen, langsam fließenden Bächen und Seen. Sie verträgt kein Salzwasser.

## Verwendungen
Nymphaea jamesoniana wurde zur Behandlung von gereizten Augen, Dysenterie und Hautkrankheiten eingesetzt. Sie wurde wegen ihrer adstringierenden Eigenschaften verwendet. Es wird behauptet, dass die Blüten narkotische Eigenschaften besitzen würden. Das argentinische Volk der Chorote verwendet die Rhizome als Nahrungsmittel. Neben dem Volk der Chorote werden die Rhizome auch von den Wichi, den westlichen Toba und den Pilagá verwendet.

## Kultivierung
Sie eignet sich für die Kultur in den USDA-Zonen 9a bis 10a.